# Tosham
Tosham é uma cidade  no distrito de Bhiwani, no estado indiano de Haryana.

## Geografia
Tosham está localizada a 28° 53′ N, 75° 55′ L. Tem uma altitude média de 207 metros (679 pés).

## Demografia
Segundo o censo de 2001, Tosham tinha uma população de 11 271 habitantes. Os indivíduos do sexo masculino constituem 53% da população e os do sexo feminino 47%. Tosham tem uma taxa de literacia de 64%, superior à média nacional de 59,5%: a literacia no sexo masculino é de 72% e no sexo feminino é de 54%. Em Tosham, 14% da população está abaixo dos 6 anos de idade.